# Tarda de diumenge a l'illa de la Grande Jatte
Tarda de diumenge a l'illa de la Grande Jatte (en francès: Un dimanche après-midi à l'Île de la Grande Jatte) és un quadre del pintor neoimpressionista francès Georges Seurat, exemple de Puntillisme considerat per molts una de les pintures més rellevants del Segle XIX.
L'illa de la Grande Jatte es troba en el riu Sena, a París, entre La Défense i el suburbi de Neuilly, dividida pel Pont-de-Levallois. Encara que per molts anys va ser un lloc industrial, en els últims anys va passar a albergar jardins públics i un conjunt residencial. En 1884 era un paisatge bucòlic allunyat del centre de la ciutat.
Seurat va passar dos anys pintant el quadre, concentrant-se escrupolosament en el paisatge del parc. Va refer diverses vegades l'original i va completar nombrosos esbossos i esquemes preliminars. S'asseia sovint en els jardins i feia nombrosos esbossos de les diferents figures a fi de perfeccionar-les. Va posar especial cura en l'ús del color, llum i formes. El quadre té aproximadament 2 × 3 m. Va ser exposat per primera vegada en la vuitena exposició col·lectiva del grup impressionista, en 1886.
Basat en l'estudi de la teoria òptica del color, va contrastar punts minúsculs de color que, mitjançant la unificació òptica, formen una figura coherent en l'ull de l'observador. Creia que aquesta forma de pintura, coneguda després com a puntillisme, faria els colors més brillants i forts que pintats a pinzellades. Per fer l'experiència encara més realista, va envoltar el quadre amb una trama de punts que al seu torn va limitar amb un marc simple de fusta blava. D'aquesta manera s'exhibeix encara en l'Institut d'Art de Chicago.
Per a aquest quadre Seurat va emprar el nou pigment "Groc de zinc", més visible a les zones grogues il·luminades, però també en combinació amb taronges i blaves. Després de completada la pintura, el groc de zinc es va enfosquir gradualment fins a tons de marró, defecte que es va apreciar ja en vida de Seurat.

## Composició i punt de fuga
La composició d'aquesta pintura és asimètrica, ja que situa de manera desigual els elements als dos costats de l'eix divisori central, sense perdre la unitat. La seva composició també és estàtica, perquè s'accentua la sensació de calma o quietud. Això es deu al fet que el quadre està construït sobre horitzontals i verticals. A més, també és profunda, ja que s'hi utilitza una perspectiva cònica, creant així un espai profund i ben delimitat.
El punt de fuga d'aquest quadre es troba en l'horitzó, entre els arbres. Allí és on s'acaba el que l'ull pot captar i on convergeixen totes les línies de fuga.